# Azərbaycan (journal)
Pour les articles homonymes, voir Azerbaïdjan (homonymie).
Azərbaycan (en français Azerbaïdjan) est un journal quotidien azerbaïdjanais et un organe officiel de l'Assemblée nationale de la République d'Azerbaïdjan qui publie des décrets, des déclarations officiels. Il a été fondé en 1918. Le premier numéro du journal a été publié à Gandja le 15 septembre 1918. Uzeyir Hadjibéyli était l'un des premiers rédacteurs ,.

## Histoire
Le journal a été créé en 1918, à l'époque de la République démocratique d'Azerbaïdjan. La publication du journal Azərbaycan en tant que journal d'État a été un événement important pour l'Azerbaïdjan.  Le journal a été publié jusqu'au 28 décembre 1919 avec la signature du frère de Üzeyir Hacıbəyov et il a été refondu en 1991, après le rétablissement de l'indépendance de la République d'Azerbaïdjan. 

## Éditeurs
Uzeyir Hadjibéyli était l'un des rédacteurs en chef du journal. Il a écrit plus de 100 articles sur la politique, l'économie, la culture et l'éducation, etc. pour le journal Azərbaycan. Le rédacteur en chef de la version russe du journal était Sefi Béy Rustambéyli. Le journal était également écrit par Mémméd Émin Résulzadé, Khalil Ibrahim, Farhad Aghazade, Ibrahim Gassimov, Mahammed Aga Chahtakhtly, Adil Khan Ziyadkhanov, Alabbas Musnib et Chafiga Efendizadé . 